# Рой (фильм, 1978)
«Рой» (англ. The Swarm) — фантастический фильм ужасов 1978 года режиссёра Ирвина Аллена.

## Слоган
«The most terrifying thing about THE SWARM is that it is based on Fact: It exists. Fact: It has awesome destructive power. Fact: We don’t know how to stop it.»

## Сюжет
Генерал Талиус Слейтер отправляется со своим отрядом на одну из военных баз в Техасе. Оттуда поступил тревожный звонок о неясной опасности. По прибытии, военные застают в живых только чудом уцелевшего энтомолога. Он объяснил, что весь гарнизон погиб от укусов африканских пчёл-убийц. Вскоре, от таких же укусов стали погибать и мирные жители близлежащих городков. Стало ясно, что необходимо объединить усилия военных и врачей, чтобы остановить смертоносный рой.

## В ролях
- Майкл Кейн — доктор Бредфорд Крейн
- Кэтрин Росс — капитан Хелена Андерсон
- Ричард Уидмарк — генерал Талиус Слейтер
- Ричард Чемберлен — доктор Хаббард
- Оливия де Хэвилленд — Морин Шустер
- Бен Джонсон — Феликс
- Ли Грант — Энн МакГрегор
- Хосе Феррер —  доктор Эндрюс
- Патти Дьюк — Рита
- Слим Пикенс — Джуд Хокинс
- Брэдфорд Диллман — майор Бейкер
- Фред Макмюррей — Кларенс Татл
- Генри Фонда — доктор Уолтер Крим
- Камерон Митчелл — генерал Томпсон
- Кристиан Джаттнер — Поль Дюран

Премьера фильма состоялась 14 июля 1978 года в США.

## Награды
- Номинация на премию «Оскар» 1979 года за Лучшие костюмы